# ノンフィクション作家
ノンフィクション作家（ノンフィクションさっか）とは、ノンフィクションを専攻する作家である。ノンフィクションライター、記録作家ともいう。

## 一覧

### あ
- 青樹明子
- 秋山謙一郎
- 朝倉一善
- 安土茂（大阪刑務所の元受刑者）
- 阿部寿美代
- 歩りえこ
- 安藤健二
- 飯田つのみ
- 家田荘子
- 石井光太
- 石川好
- 井田真木子
- 一ノ瀬泰造
- 一橋文哉
- 一志治夫
- 井出孫六
- 稲泉連
- 猪瀬直樹（元東京都知事）
- 伊吹隼人
- 岩上安身
- 岩瀬達哉
- 上阪徹
- 上野英信
- 上前淳一郎
- 上山明博
- 魚住昭
- 江川紹子
- 恵比寿半蔵
- 及川和男
- 大泉実成
- 大倉直
- 大下英治
- 大谷昭宏
- 大崎善生
- 奥野修司
- 押川剛
- 落合信彦

### か
- 開高健
- 角幡唯介
- 風樹茂
- 梯久美子
- 加藤昭
- 奏羽穂香
- 鎌田慧
- 亀井宏
- 北島行徳
- 上坂冬子
- 鴨志田穣
- 河合香織
- 川内有緒
- 河添恵子
- 北尾トロ
- 北康利
- 木村盛武
- 桐山秀樹
- 草薙厚子
- 工藤美代子
- 後藤正治
- 小林信彦
- 小松成美
- 近藤紘一

### さ
- 最相葉月
- 坂本敏夫（元刑務官）
- 佐木隆三（元新日本製鐵社員）
- 佐々涼子
- 佐瀬稔
- 佐高信
- 佐藤和正
- 佐藤正明
- 里中李生
- 佐野眞一
- 沢木耕太郎
- 澤地久枝
- 塩田潮
- 司馬遼太郎
- 渋井哲也
- 杉山隆男
- 関川夏央
- 千田夏光
- 白河理子

### た
- 高木徹
- 高木俊朗
- 高橋秀実
- 高橋ナオト
- 髙山文彦
- 武田徹
- 竹中労
- 立石泰則
- 立花隆
- 立野信之
- 谷岡雅樹
- 玉井次郎
- 千葉敦子
- 塚本哲也
- 角田房子
- ドウス昌代
- 常井健一
- 豊田正義

### な
- 中川一徳
- 中野不二男
- 中村淳彦
- 中村紘子（ピアニスト）
- 西木正明
- 野地秩嘉
- 野田知佑
- 野田正彰
- 野村進

### は
- 萩原遼
- 早坂隆
- 早瀬圭一
- 原功_(ボクシング)
- 半藤一利
- 日垣隆
- 日野百草
- 久田恵
- 平井美帆
- 広河隆一
- 広瀬隆
- 藤井誠二
- 福島菊次郎
- 降旗学
- 辺見じゅん
- 辺見庸
- 保阪正康
- 星野博美
- 堀江邦夫
- 堀川惠子
- 本多勝一
- 本田靖春
- 廣川まさき

### ま
- 松下竜一
- 丸山明日果
- 溝口敦
- 宮崎学
- 向井承子
- 村田らむ
- 森達也

### や
- 柳田邦男
- 山際淳司
- 山下柚実
- 山根一眞
- 横田庄一郎
- 吉岡忍
- 吉田司
- 吉田敏浩
- 吉永みち子
- 米原万里
- 吉村昭
- 山下真弥

### わ
- 若宮健
- 渡辺一史
- 和田虫象
- 渡辺延志